# Laver Cup 2018
De Laver Cup 2018 was de tweede editie van de Laver Cup, het continentale tennistoernooi tussen 2 teams, Team Europa en Team Wereld.

## Ploegen
| Team Europa                     | Team Europa |
| ------------------------------- | ----------- |
| Aanvoerder: Björn Borg          |             |
| Vice-aanvoerder: Thomas Enqvist |             |
| speler                          | rang        |
| Roger Federer                   | 2           |
| Novak Đoković                   | 3           |
| Alexander Zverev                | 5           |
| Grigor Dimitrov                 | 7           |
| David Goffin                    | 11          |
| Kyle Edmund                     | 16          |
| reserve                         |             |
| Jérémy Chardy                   | 41          |

| Team Wereld                      | Team Wereld |
| -------------------------------- | ----------- |
| Aanvoerder: John McEnroe         |             |
| Vice-aanvoerder: Patrick McEnroe |             |
| speler                           | rang        |
| Kevin Anderson                   | 9           |
| John Isner                       | 10          |
| Diego Schwartzman                | 14          |
| Jack Sock                        | 17          |
| Nick Kyrgios                     | 27          |
| Frances Tiafoe                   | 40          |
| reserve                          |             |
| Nicolás Jarry                    | 46          |

Rangnoteringen gebaseerd op de ATP-ranglijst van 17 september 2018. De Argentijn Juan Martín del Potro werd in de week voorafgaand aan het toernooi vervangen door de Amerikaan Frances Tiafoe.
De editie van 2018 trok 93.584 toeschouwers over drie dagen.

## Wedstrijden
Op dag één zijn de wedstrijden één punt waard, op dag twee zijn de wedstrijden twee punten waard en op de laatste zijn de wedstrijden drie punten waard. De winnaar is het team dat als eerste dertien punten haalt.
| dag | datum        | wedstrijd   | Team Europa                      | uitslag            | Team Wereld                | punten        | stand         |
| --- | ------------ | ----------- | -------------------------------- | ------------------ | -------------------------- | ------------- | ------------- |
| 1   | 21 september | enkelspelen | Grigor Dimitrov                  | 6-1, 6-4           | Frances Tiafoe             | 1-0           | 1-0           |
| 1   | 21 september | enkelspelen | Kyle Edmund                      | 6-4, 5-7, [10-6]   | Jack Sock                  | 1-0           | 2-0           |
| 1   | 21 september | enkelspelen | David Goffin                     | 6-4, 4-6, [11-9]   | Diego Schwartzman          | 1-0           | 3-0           |
| 1   | 21 september | dubbelspel  | Novak Đoković - Roger Federer    | 7-65, 3-6, [6-10]  | Kevin Anderson - Jack Sock | 0-1           | 3-1           |
| 2   | 22 september | enkelspelen | Alexander Zverev                 | 3-6, 7-66, [10-7]  | John Isner                 | 2-0           | 5-1           |
| 2   | 22 september | enkelspelen | Roger Federer                    | 6-3, 6-2           | Nick Kyrgios               | 2-0           | 7-1           |
| 2   | 22 september | enkelspelen | Novak Đoković                    | 6-75, 7-5, [6-10]  | Kevin Anderson             | 0-2           | 7-3           |
| 2   | 22 september | dubbelspel  | Grigor Dimitrov - David Goffin   | 3-6, 4-6           | Nick Kyrgios - Jack Sock   | 0-2           | 7-5           |
| 3   | 23 september | dubbelspel  | Roger Federer - Alexander Zverev | 6-4, 6-72, [9-11]  | John Isner - Jack Sock     | 0-3           | 7-8           |
| 3   | 23 september | enkelspelen | Roger Federer                    | 6-75, 7-66, [10-7] | John Isner                 | 3-0           | 10-8          |
| 3   | 23 september | enkelspelen | Alexander Zverev                 | 6-73, 7-5, [10-7]  | Kevin Anderson             | 3-0           | 13-8          |
| 3   | 23 september | enkelspelen | Novak Đoković                    |                    | Nick Kyrgios               | Niet gespeeld | Niet gespeeld |

2017 · 2018 · 2019  · 2020 · 2021 · 2022 · 2023 · 2024